# Секстій Нігер
Секстій Нігер (I століття) — давньоримський лікар, теоретик фармакології часів імператора Октавіана Августа.

## Життєпис
Походив з родини нобілів Секстіїв. Був сином Квінта Секстія, відомого філософа свого часу. Втім особисте ім'я Секстія не відоме. Він був учнем Асклепіада Віфінського. Проте щодо особистого життя мало відомостей. Нігер був практикуючим лікарем та теоретиком медицини. Свого часу він користувався значним визнанням у Римі. У лікарській практиці часто використовував народні та рослинні засоби, був одним із значущих давньоримських фармакологів.
Свої медичні праці Секстій писав грецькою мовою. У них надано рецепти ліків із трав від усіх відомих на той час хвороб. Інколи навіть з використання чарівного зілля, віра в яке у часи Секстія Нігера була досить висока. У нього відомо дві медичні праці «Про матеріали» й «Про медичні речовини». Про них дуже схвально відгукувалися Пліній Старший та Клавдій Гален. Ці медичні розробки також використовував Педаній Діоскорид.